# Reinhard Glatte
Reinhard Glatte (* 3. Dezember 1938 in Taura bei Torgau; † 14. Februar 2024) war ein deutscher Bauingenieur.

## Leben
Gerold Alwin Reinhard Glatte wurde am 3. Dezember 1938 in Taura, einem heutigen Ortsteil von Belgern-Schildau in Sachsen geboren. Ab 1956 studierte er Bauingenieurwesen (Konstruktiver Ingenieurbau) an der Hochschule für Bauwesen Cottbus. Nach seinem Diplom war er von 1963 bis 1965 als Bauleiter im VEB Bau Finsterwalde und danach im WBK Cottbus tätig. Im Jahr 1965 wechselte er als Wissenschaftlicher Mitarbeiter an die Hochschule für Verkehrswesen in Dresden und wurde hier 1970 mit einem „Beitrag zur Erfassung und Bewertung des Wasserhaushaltes von grobkörnigen Leichtzuschlagstoffen und dessen Bedeutung für den Frischbetonzustand“ zum Dr.-Ing. promoviert. Im Jahr 1965 heiratete er seine Frau Heidemarie geb. Schade geheiratet, aus der Ehe ging ein Sohn hervor. Nach einer Tätigkeit als Abteilungsleiter Technik in den Jahren 1971 bis 1975 der Hochschule für Verkehrswesen befasste er sich ab 1975 bis 1991 als Wissenschaftlicher Oberassistent ebenfalls an der Hochschule für Verkehrswesen mit betontechnologischen Themen, insbesondere im Verkehrsbau. Im Jahre 1981 erhielt er die Facultas Docendi im Fachgebiet Baustoffe. An der TU Dresden absolvierte er einen zweijährigen Lehrgang mit Abschlussprüfung als Fachübersetzer Russisch/Deutsch-Bauwesen. Im Jahr 1984 wurde ihm ein Geheimpatent GP C 04 B/261 561/7 erteilt. Vom Deutschen Betonverein erhielt er am 24. September 1990 den E-Schein als Nachweis für eine Erweiterte betontechnologische Ausbildung.
1991 wechselte er zur Bau Union Süd GmbH, einem Unternehmen der Maculan Holding. Hier war er bis 1996 als Qualitätsmanager auf Auslandsbaustellen in der Ukraine und Russland im Einsatz. Danach wechselte er als Referatsleiter zum Autobahnamt Sachsen und war dort als Abteilungsleiter Oberbau/Labor tätig. Nach seiner Pensionierung im Jahr 2003 war er freiberuflich als Berater für Betontechnologie und Verkehrswegebau sowie als Lehrbeauftragter tätig. In dieser Zeit betreute er freiberuflich maßgeblich Arbeiten an den Betondeckschichten der Flugplätze Leipzig und Dresden (2004 bis 2014).

## Publikationen und Auszeichnungen
Glatte verfasste mehrere Veröffentlichungen zu Themen der Betontechnologie. Das mit Werner Reichel und Dietrich Conrad verfasste zweibändige Werk Beton (Band I: Werner Reichel/Dietrich Conrad; Band II: Werner Reichel/Reinhard Glatte) war über viele Jahre ein Standardwerk der Lehre und Forschung. Im Jahr 2003 wurde Reinhard Glatte mit dem Arthur-Speck-Preis des VSVI Sachsen auf Grund seiner besonderen Leistungen für das sächsische Straßenwesen ausgezeichnet.

## Schriften
- Beton – Band 2 – Herstellung, Verarbeitung, Erhärtung. Verlag für Bauwesen, 4 Auflagen, Berlin 1980 bis 1989, ISBN 3-345-00269-8. Ausgabe in russischer Sprache: Moskau, Strojizdat 1981, 10.000 Expl.
- Die Kirche zu Dresden-Leubnitz-Neuostra. Kirchgemeinde Leubnitz-Neuostra, 2004, ISBN 3-00-015018-8.